# Apocrypta regalis
Apocrypta regalis är en stekelart som beskrevs av Grandi 1916. Apocrypta regalis ingår i släktet Apocrypta och familjen fikonsteklar.
Artens utbredningsområde är Kamerun. Inga underarter finns listade i Catalogue of Life.